# I Scream Up To The Sky
I Scream Up To The Sky är det ungerska metalbandet Ektomorfs fjärde fullängdsalbum som släpptes år 2002.

## Låtlista
1. "I Scream Up to the Sky" (03:36)
2. "You Leech" (03:23)
3. "Fire" (03:28)
4. "I Miss You" (02:03)
5. "An Les Devla" (03:16)
6. "I'm Free" (02:01)
7. "A Hard Day's Night" (03:04)
8. "If I Weren't" (03:21)
9. "Fájdalom Könnyei" (04:37)
10. "You Are" (02:20)
11. "Scum" (01:52)
12. "Serial Men" (01:30)
13. "Blood in Blood" (11:41)